# Rhinodrilidae
Rhinodrilidae (Synonym Pontoscolecidae James, 2012) ist der Name einer Familie von Wenigborstern in der Ordnung der Crassiclitellata (Regenwürmer im weiteren Sinne), die in Mittelamerika und Südamerika verbreitet sind. Bis 2012 wurden die hierzu zählenden Arten zur Familie Glossoscolecidae gezählt.

## Merkmale
Die Rhinodrilidae haben einen zylindrischen Körper ohne dorsale Poren. An jedem Segment sitzen vier Paar Borsten, bei manchen Arten – so in der Gattung Pontoscolex – in aufeinander folgenden Segmenten abwechselnd eng und breit gepaart, selten auch zahlreiche Borsten, so in der Gattung Periscolex.
Der Oesophagus bildet im 6. Segment einen Kaumagen, während es zwischen dem 7. und dem 14. Segment in einigen oder allen Segmenten außerhalb der Darmwand sitzende Kalkdrüsen gibt. Der Typhlosolis ist bandförmig. Das geschlossene Blutgefäßsystem der Rhinodrilidae weist im Vorderteil des Körpers neben dem Bauch- und den Rückengefäß ein ähnlich wie letzteres gebautes supra-oesophageales Gefäß, ein paariges extra-oesophageales Gefäß in der Mitte der Herzen sowie unter dem Bauchmark ein der Körperwand anliegendes subneurales Gefäß auf. Die Nephridien sind wohl entwickelt als Holonephridien mit Nephridiostomata, im Mitteldarmbereich versikulär.
Das Clitellum der Zwitter ist stets sattelförmig und nimmt, beginnend mit dem 14. Segment, bis zu 12 Segmente ein. Eine Tubercula pubertatis ist vorhanden, und die als ein Paar, selten (bei Eudevoscolex) 2 Paar stets hinter den weiblichen Geschlechtsöffnungen befindlichen unauffälligen männlichen Geschlechtsöffnungen liegen in der Regel innerhalb des Clitellums, nur selten dahinter (bei Opisthodrilus), und sind manchmal in Kopulationsbeutel eingebettet. Die Tiere haben keine Prostatae. Die paarigen, adiverticulaten (keine Blindsäcke aufweisenden) Receptacula seminis münden stets vor den gonadentragenden Segmenten nach außen.

## Verbreitung
Die Rhinodrilidae sind in Mittelamerika einschließlich zahlreicher Inseln der Karibik und im tropischen Südamerika verbreitet. Die Rhinodrilidae sind wie andere Crassiclitellaten Bodenbewohner und Substratfresser, welche die organischen Bestandteile des verschluckten Substrats verdauen. Bevorzugte Lebensräume sind Waldböden, doch bilden die Arten der Gattung Pontoscolex als Strandbewohner eine Ausnahme. Die hierzu gehörende euryhaline Art Pontoscolex corethrurus ist inzwischen durch den Menschen in tropische Regionen anderer Kontinente gebracht worden und breitet sich als invasive Art an Meeresstränden, an Flüssen und in deren Nähe aus.

## Systematik
Die Familie Rhinodrilidae wurde 1890 von William Blaxland Benham aufgestellt, der neben der Gattung Rhinodrilus hier Ringelwürmer einschloss, die heute zu den Familien Microchaetidae, Hormogastridae und Glossoscolecidae gestellt werden. Seit der Aufstellung der Familie Glossoscolecidae durch Wilhelm Michaelsen 1900 wurden Rhinodrilus und die anderen hier genannten Gattungen zu jener Familie gezählt. Molekulargenetische Untersuchungen von Samuel Wooster James und Seana K. Davidson 2012 ergaben, dass die Glossoscolecidae, wie sie etwa von Reginald William Sims 1981 beschrieben wurden, polyphyletisch sind und in zwei neue Familien unterteilt werden müssen, weshalb sie die Glossoscolecidae s. str. neu beschrieben und die Familie Pontoscolecidae um die Gattung Pontoscolex aufstellten. Noch im selben Jahr revidierte allerdings Samuel Wooster James den Namen, da bereits 1890 eine Familie Rhinodrilidae unter Einschluss von Pontoscolex begründet worden war.

## Gattungen
Die Familie Rhinodrilidae hat etwa 25 Gattungen mit annähernd 200 Arten:
- Aicodrilus Righi, 1971
- Alexidrilus Righi, 1971
- Andiodrilus Michaelsen, 1900
- Andiorrhinus Cognetti, 1908
- Andioscolex Michaelsen, 1927
- Anteoides Cognetti, 1902
- Anteus Perrier, 1872
- Aptodrilus Cognetti, 1904
- Atatina Righi, 1971
- Aymara Michaelsen, 1935
- Botarodrilus Zicsi, 1990
- Bribri Righi, 1984
- Chibui Righi & Guerra, 1985
- Cirodrilus Righi, 1975
- Diachaeta Benham, 1886
- Estherella Gates, 1970
- Eudevoscolex Cordero, 1944
- Goiascolex Righi, 1971
- Hexachyloscolex Zicsi & Csuzdi, 1999
- Inkadrilus Michaelsen, 1917
- Irewiae Drachenberg, [1989] 1992
- Langioscolex Zicsi, 1990
- Maipure Righi, 1996
- Martiodrilus Michaelsen, 1937
- Meroscolex Černosvitov, 1934
- Nouraguesia Csudi & Pavliček, 2011
- Onoreodrilus Zicsi, 1988
- Onychochaeta Beddard, 1891
- Opisthodrilus Rosa, 1895
- Periscolex Cognetti, 1905
- Perolofius Righi & Nemeth, 1983
- Pontoscolex Schmarda, 1861
- Pseudochibui Drachenberg & Carlos, 1992
- Quimbaya Michaelsen, 1935
- Randdrilus Moreno & Pérez-Santos, 1997
- Rhinodrilus Perrier, 1872
- Tairona Righi, 1984
- Tamayodrilus Zicsi, 1995
- Thamnodriloides Gates, 1968
- Thamnodrilus Beddard, 1887
- Tuiba Righi, Ayres & Bittencourt, 1976
- Tupinaki Righi, 1996
- Urobenus Benham, 1886
- Zongodrilus Righi, 1996